# Charly (métropole de Lyon)
Pour les articles homonymes, voir Charly.
Charly est une commune française située dans la métropole de Lyon, en région Auvergne-Rhône-Alpes.
Ses habitants sont les Charlyrottes et Charlyrots.

## Géographie

### Situation
La commune de Charly est située sur les collines qui dominent le Rhône, entre les communes d'Irigny et de Vernaison. Le village se trouve en partie sur un petit dénivellement — Charly-le-Bas ou quartier de la Mairie — et sur un tertre — Charly-le-Haut ou quartier de l'Église — où l'on trouve la partie la plus ancienne du village.
Entre les deux, autour d'une école et de constructions récentes bâties depuis le début des années 2000, se trouve l'ancien château.

### Communes limitrophes

Charly
Lyon
Grand Lyon
Autres communes du Rhône

### Relief

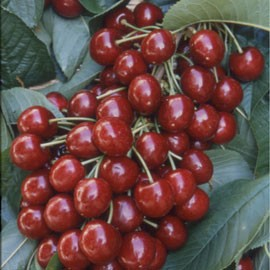
La cerise Burlat.

Située à 230 mètres d'altitude, la commune de Charly surplombe le Rhône sur les coteaux des monts du Lyonnais qui vont du sud de Lyon jusqu'à Givors entre Vernaison et Millery.
C'est donc une commune encore assez rurale, malgré la proximité de l'agglomération lyonnaise, dominée par une agriculture d'élevage et surtout l'arboriculture puisqu'elle est un centre de production de la cerise Burlat, originaire de la région.

### Climat
Pour des articles plus généraux, voir Climat d'Auvergne-Rhône-Alpes et Climat du Rhône.
En 2010, le climat de la commune est de type climat océanique altéré, selon une étude du Centre national de la recherche scientifique s'appuyant sur une série de données couvrant la période 1971-2000. En 2020, Météo-France publie une typologie des climats de la France métropolitaine dans laquelle la commune est dans une zone de transition entre le climat semi-continental et le climat de montagne et est dans la région climatique  Nord-est du Massif Central, caractérisée par une pluviométrie annuelle de 800 à 1 200 mm, bien répartie dans l’année.
Pour la période 1971-2000, la température annuelle moyenne est de 12 °C, avec une amplitude thermique annuelle de 18 °C. Le cumul annuel moyen de précipitations est de 783 mm, avec 9,6 jours de précipitations en janvier et 6,2 jours en juillet. Pour la période 1991-2020, la température moyenne annuelle observée sur la station météorologique de Météo-France la plus proche, « Saint-Genis-Laval », sur la commune de Saint-Genis-Laval à 5 km à vol d'oiseau, est de 12,8 °C et le cumul annuel moyen de précipitations est de 782,6 mm,. Pour l'avenir, les paramètres climatiques de la commune estimés pour 2050 selon différents scénarios d'émission de gaz à effet de serre sont consultables sur un site dédié publié par Météo-France en novembre 2022.

### Voies de communication et transports

#### Voies routières
Compte tenu de la configuration géographique, le flux circulatoire se fait dans le sens nord-sud dans la vallée du Rhône, en suivant le cours du fleuve : sur la rive droite, la route départementale qui passe à Pierre-Bénite, Irigny, Vernaison et Givors et sur la rive gauche l'autoroute A7.
Du côté ouest, la principale voie de circulation reste la route départementale D 42 qui rejoint Tassin-la-Demi-Lune à Givors en passant par Brignais et rejoignant Charly aux Sept chemins sur la commune de Vourles.

#### Transports en commun
La ligne 78 des TCL relie Charly à Givors d'un côté en passant par Grigny et à la gare d'Oullins dans l'autre sens en passant par Saint-Genis-Laval.

## Urbanisme

### Typologie
Au 1er janvier 2024, Charly est catégorisée ceinture urbaine, selon la nouvelle grille communale de densité à sept niveaux définie par l'Insee en 2022.
Elle appartient à l'unité urbaine de Lyon, une agglomération inter-départementale regroupant 123  communes, dont elle est une commune de la banlieue,,. Par ailleurs la commune fait partie de l'aire d'attraction de Lyon, dont elle est une commune de la couronne,. Cette aire, qui regroupe 397 communes, est catégorisée dans les aires de 700 000 habitants ou plus (hors Paris),.

### Occupation des sols
L'occupation des sols de la commune, telle qu'elle ressort de la base de données européenne d’occupation biophysique des sols Corine Land Cover (CLC), est marquée par l'importance des territoires artificialisés (52,2 % en 2018), en augmentation par rapport à 1990 (38,4 %). La répartition détaillée en 2018 est la suivante : 
zones urbanisées (52,2 %), cultures permanentes (41,9 %), zones agricoles hétérogènes (5,9 %). L'évolution de l’occupation des sols de la commune et de ses infrastructures peut être observée sur les différentes représentations cartographiques du territoire : la carte de Cassini (XVIIIe siècle), la carte d'état-major (1820-1866) et les cartes ou photos aériennes de l'IGN pour la période actuelle (1950 à aujourd'hui).

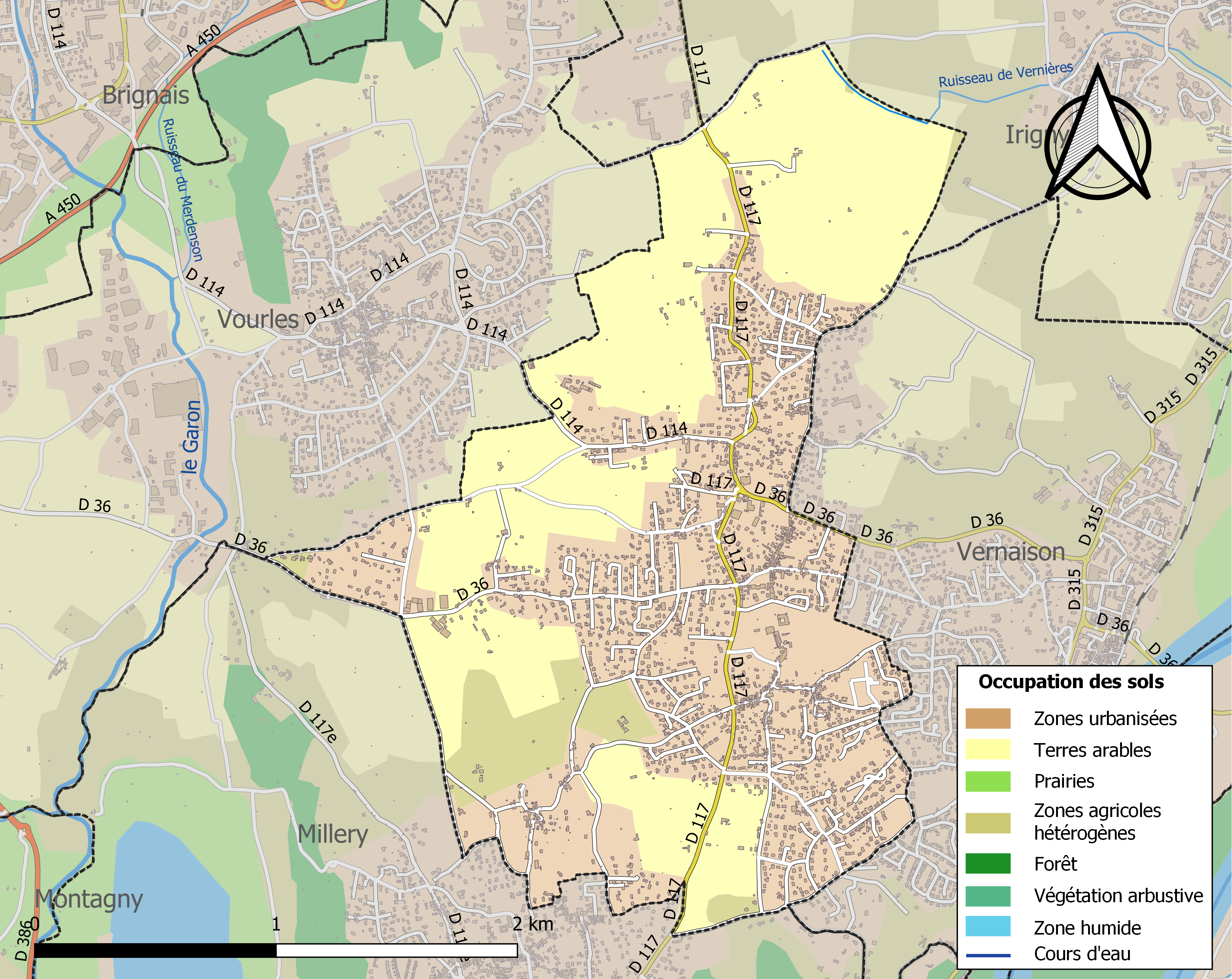
Carte des infrastructures et de l'occupation des sols de la commune en 2018 (CLC).

## Toponymie
Le toponyme Charly est un toponyme classique désignant les terres du fisc carolingien.

## Héraldique
| Blason de Charly | Blason  | D'azur à la fasce de gueules sommée d'or et chargée d'un château d'argent, maçonné, ouvert et ajouré de sable, terrassé d'argent, ladite fasce accompagnée en chef d'un drapeau d'or, la hampe posée en barre, surmonté de trois fleurs de lis du même rangée en chef. |
| Blason de Charly | Détails | Le statut officiel du blason reste à déterminer. |

## Histoire
Charly, est l'ancien 'Charleu'.
En 1200, un preux chevalier[Lequel ?] en ce lieu de quelques foyers, confie ses biens à l'abbé d'Ainay et part pour la quatrième croisade. L'étang de Virieu[Lequel ?] est déjà cité[Par qui ?]. En 1225, l'abbé fait construire la petite église romane avec son clocher-porche. En 1322, Guillemet Miriboilli, seigneur de Charleu, fait édifier le château féodal avec douves et pont-levis, le seigneur abbé d’Ainay lui ayant rétrocédé cette juridiction. En 1337, commence la guerre de Cent Ans.
En 1362, avec leur seigneur et des chevaliers rescapés de la bataille de Brignais, les habitants de 'Charleu' résistent dans le château aux Tard-Venus, des bandes de pillards, formées de soldats mercenaires licenciés après le traité de Brétigny. En 1407, la guerre reprend. En 1434 est érigée à Frontigny la Croix Bourguignon où, selon les archives municipales[Lesquelles ?], une bataille se serait déroulée.
Dès 1400 et surtout 1463, encouragés par les ordonnances royales[Lesquelles ?] les exemptant de l'impôt « la taille », des bourgeois lyonnais, dont des commerçants italiens, acquièrent des terres, étendent la culture de la vigne, créant de grands « clos », loin de l'église, sur les pentes des collines.
Au début du XVIe siècle, Charli compte environ quatre cents habitants et quatre-vingt-un Lyonnais y ont une propriété. Vingt-cinq maisons sont dotées d'un treuil ou pressoir, parfois d'un four à cuire le pain, vingt-huit ont un puits. Les fonts[Quoi ?] de la Conche, déjà cités en 1300[Par qui ?], de Frontigny, de Saint-Martin et Pelet sont aménagés. Il n'y a pas encore de lavoirs. Des croix ont été érigées aux trèves[Quoi ?] ; celle de Contantin[Qui ?] en 1512 est actuellement dans le jardin près de l'église. (voir photo)
À partir de cette époque et jusqu'au XIXe siècle, les bourgeois venus de Lyon embellissent leur maison des champs dans les clos fermés de murs, aux portails imposants. Ils y construisent souvent une chapelle domestique où ils célèbrent leurs mariages. Celles des Gobins et du fief de la Mûre ont encore de beaux plafonds[Quand ?]. Au milieu du XVIe siècle, les guerres de Religion menacent un temps la région. Vers 1545, on construit des tours de guet : celle dite « Gadagne » et celle des Flachères. En 1554, la petite église s'agrandit d'un chœur gothique. Le clocher est construit à la croisée du transept.
Au début du règne de Louis XIII, en 1610 est bâtie la maison forte de Moleyse au hameau de Frontigny qui conserve encore largement son caractère ancien. En 1618, Claude Guigo le Capitaine, châtelain emprisonné plus tard pour dettes, fait édifier le manoir à deux tourelles sur la place de l'église. Sous le règne de Louis XIV, en 1663 est érigée la croix de saint Abdon et saint Sennen, saints priés pour être préservés de la grêle. En 1682, Antoine Serre est seigneur de Charly. Il est un des six membres fondateurs de l'Académie des sciences et belles lettres de Lyon. De forteresse, le vieux château devient une riche et belle demeure à la campagne.
Tout près de là, le banquier marchand Melchior Philibert acquiert le clos de l'Haye en 1691. Il l'agrandit rapidement et le clôt de murs, conserve des vignes, aménage un jardin « à la française » avec allées, points de vue panoramique et adductions d'eau puis fait peindre le vestibule en 1701. En 1690, Jean de Rhodes, médecin, auteur d'ouvrages sur les eaux minérales imitées, a fait construire sa tour-belvédère au sommet de la colline de la Romayère.
le belvédère
En 1745, il acquiert une grande maison et ses dépendances en face de l'église, qui deviendra la maison curiale jusqu'en 1990.
L'histoire récente est marquée par des accidents climatiques inondations et des coulées de boue en 1983, 1993, 2003 et 2007, tempête et grosses chutes de neige en 1882, qui ont ponctué la vie du village.

## Politique et administration

### Administration territoriale
Après avoir appartenu au département du Rhône, ainsi qu'à la communauté urbaine du Grand Lyon à partir de 1969, Charly fait partie de la métropole de Lyon depuis le 1er janvier 2015.

### Tendances politiques et résultats
Le maire, élu en 2020 comme divers droite, fait partie des Républicains. Son premier adjoint, Marc Degrange, ancien vice-président de la chambre du commerce de Lyon est battu aux élections Métropolitaine de Lyon de 2020 sous la bannière LR. Son 3e adjoint, Yann Botrel, est membre du comité LR de la 12e circonscription du Rhône. Lors du second tour des élections municipales, la liste d'Olivier Araujo va fusionner avec celle d'un ancien instituteur, Gaëtan Andaloro, sans étiquette politique pour battre la Maire sortante, Corinne Barbasso-Bruas, alors en place depuis quelques semaines seulement, à la suite du décès du maire Claude Vial, en décembre 2019.

## Population et société

### Démographie
L'évolution du nombre d'habitants est connue à travers les recensements de la population effectués dans la commune depuis 1793. Pour les communes de moins de 10 000 habitants, une enquête de recensement portant sur toute la population est réalisée tous les cinq ans, les populations de référence des années intermédiaires étant quant à elles estimées par interpolation ou extrapolation. Pour la commune, le premier recensement exhaustif entrant dans le cadre du nouveau dispositif a été réalisé en 2004.

En 2022, la commune comptait 4 670 habitants, en évolution de +3,11 % par rapport à 2016 (Rhône : +3,93 %, France hors Mayotte : +2,11 %).
| 1793 | 1800 | 1806 | 1821 | 1831  | 1836  | 1841  | 1846  | 1851  |
| ---- | ---- | ---- | ---- | ----- | ----- | ----- | ----- | ----- |
| 942  | 909  | 936  | 855  | 1 015 | 1 113 | 1 182 | 1 062 | 1 069 |

| 1856  | 1861  | 1866  | 1872  | 1876  | 1881 | 1886 | 1891 | 1896 |
| ----- | ----- | ----- | ----- | ----- | ---- | ---- | ---- | ---- |
| 1 115 | 1 099 | 1 136 | 1 090 | 1 060 | 960  | 982  | 959  | 973  |

| 1901 | 1906  | 1911 | 1921 | 1926  | 1931  | 1936  | 1946  | 1954  |
| ---- | ----- | ---- | ---- | ----- | ----- | ----- | ----- | ----- |
| 984  | 1 030 | 941  | 963  | 1 090 | 1 108 | 1 077 | 1 054 | 1 330 |

| 1962  | 1968  | 1975  | 1982  | 1990  | 1999  | 2004  | 2006  | 2009  |
| ----- | ----- | ----- | ----- | ----- | ----- | ----- | ----- | ----- |
| 1 434 | 1 648 | 2 392 | 2 864 | 3 233 | 3 874 | 4 006 | 4 183 | 4 373 |

| 2014  | 2019  | 2022  | - | - | - | - | - | - |
| ----- | ----- | ----- | - | - | - | - | - | - |
| 4 427 | 4 563 | 4 670 | - | - | - | - | - | - |

### Enseignement
Charly est située dans l'académie de Lyon. La commune comprend trois écoles :
- l'école maternelle publique Les Écureuils ;
- l'école élémentaire publique Les Tilleuls avec 185 élèves en 2017-2018 ;
- l'école privée catholique Saint-Charles, dans les murs du château. Elle compte 10 classes, de la PS au CM2. La rentrée 2014 a vu l'ouverture d'une classe « passerelle » de mini-section accueillant des enfants dès 2 ans.

### Manifestations culturelles et festivités
Depuis 2014, la ville dispose d’un théâtre de 200 places, le « théâtre Melchior » qui connait un essor après la Covid avec la présence de Clémentine Célarié, Antoine Duléry, Liane Foly, Marianne James ou encore Jonathan Lambert dans deux saisons appelées "Nouveau souffle" et "Grain de folie".
Depuis 2022, Yann Botrel, adjoint à la culture, crée le ch’ART’ly, festival du mois de juin avec une quinzaine d'évènements.

### Environnement
C'est une des communes les plus vertes de la métropole en superficie de terrains agricoles ou de promenades. L'étang de Virieux, à l'entrée de la ville compte des espèces protégées. La ville dispose d'un centre de botanique, le CRBA, au Domaine Melchior Philibert, dirigé par l'éthnobotaniste Stéphane Crozat. Le Centre de Ressources de Botanique Appliquée dispose d'une banque de semences uniques, un laboratoire de recherches sur les qualités nutritives et peu énergivores de certaines variétés, souvent anciennes et oubliées de fruits et légumes, afin de faire face aux changements climatiques et enjeux de demain.

## Économie

### Revenus de la population et fiscalité
En 2010, le revenu fiscal médian par ménage était de 50 698 € ce qui plaçait Charly au 257e rang parmi les 31 525 communes de plus de 39 ménages en métropole.

## Culture locale et patrimoine

### Lieux et monuments

L'ancien château du chapitre de Saint-Just au début du XXe siècle.

Le château de Charly est inscrit à l'inventaire des monuments historiques depuis l'arrêté du 7 juin 1926.
La propriété Melchior-Philibert est la plus grande de Charly. Située rue de l'Église, cette vaste résidence datant de la fin du XVIIe siècle et du début du XVIIIe siècle dispose d'un très grand parc, qui domine la maison de retraite du village. L'association du Théâtre du Sol s'y réunit pour jouer. Plusieurs éléments remarquables y figurent :
- à l'intérieur, des fresques ornent le "vestibule des peintures" qui ont fait l'objet d'un classement spécifique par arrêté du 14 février 1962. Ces peintures représentent d'un côté Melchior Philibert et le commerce, de l'autre les grands esprits comme Descartes, Copernic ou Galilée. Sur le plafond, une allégorie de la paix. Elles ont été réalisées par Daniel Sarrabat vers 1700.
- à l'extérieur, il faut retenir le portail d'entrée, les façades et les toitures du bâtiment principal renfermant le salon ;
- dans le parc, le pavillon de la citerne et le mécanisme subsistant ainsi que le puits avec sa pompe. Il renferme aussi des éléments sculptés (cad. D2 431, 696, 698) inscrits eux aussi à l'inventaire depuis un arrêté du 10 octobre 1980 ainsi les murs extérieurs fin XVIIe siècle, inscrits par arrêté du 13 novembre 2003.

Le manoir de Foudras est inscrit à l'inventaire des monuments historiques depuis l'arrêté du 17 mai 1935 pour sa façade et sa toiture.
L'église du village compte quatre fresques peintes par Jean-Baptiste Frénet de 1851 à 1853. Par ailleurs, des collectifs de victimes demandent à la municipalité le retrait des vitraux réalisés par le prêtre Louis Ribes convaincu de pédophilie. Mais la municipalité s'y oppose toujours en janvier 2023.

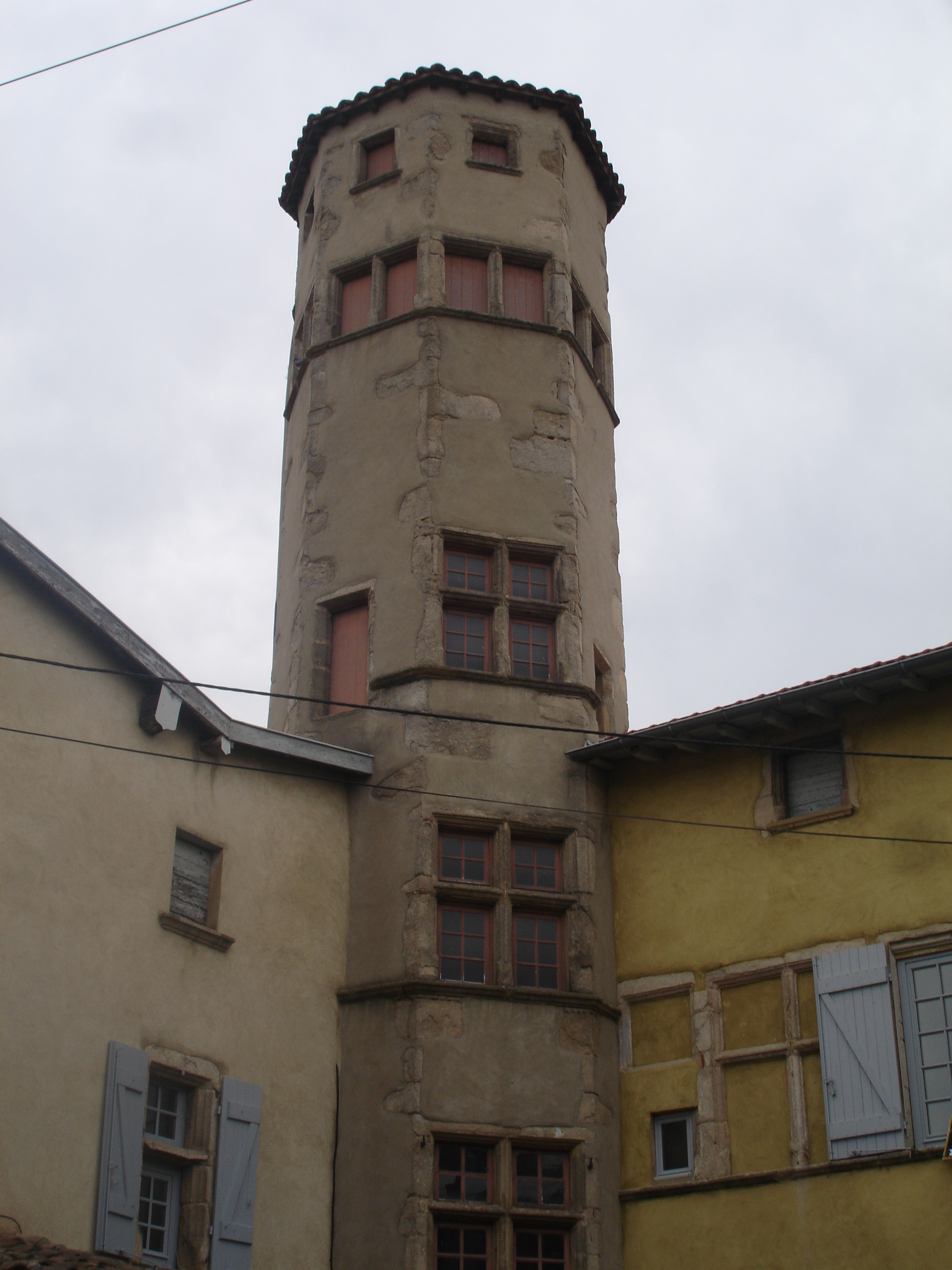
La tour Renaissance.
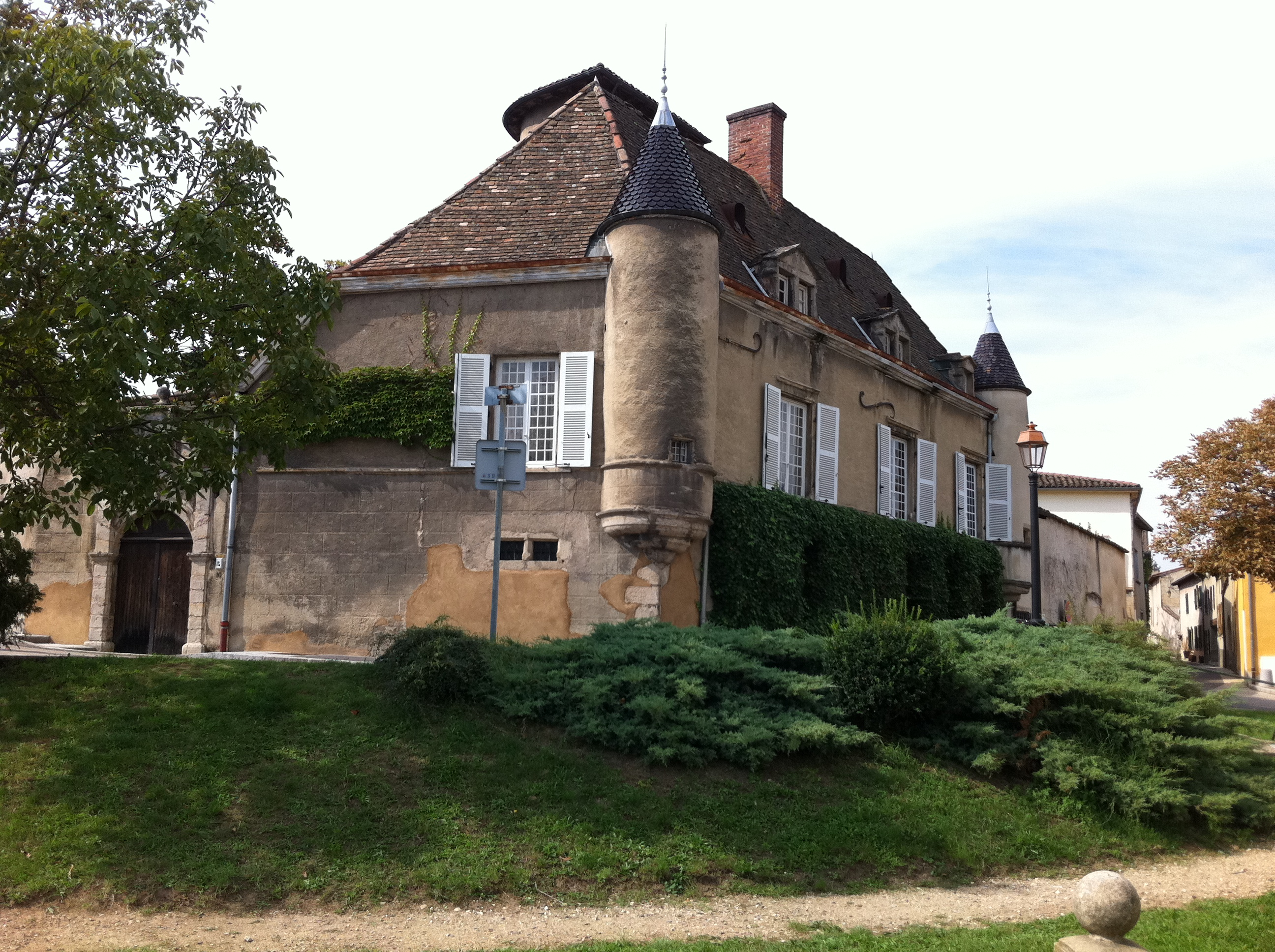
Le manoir de Foudras.
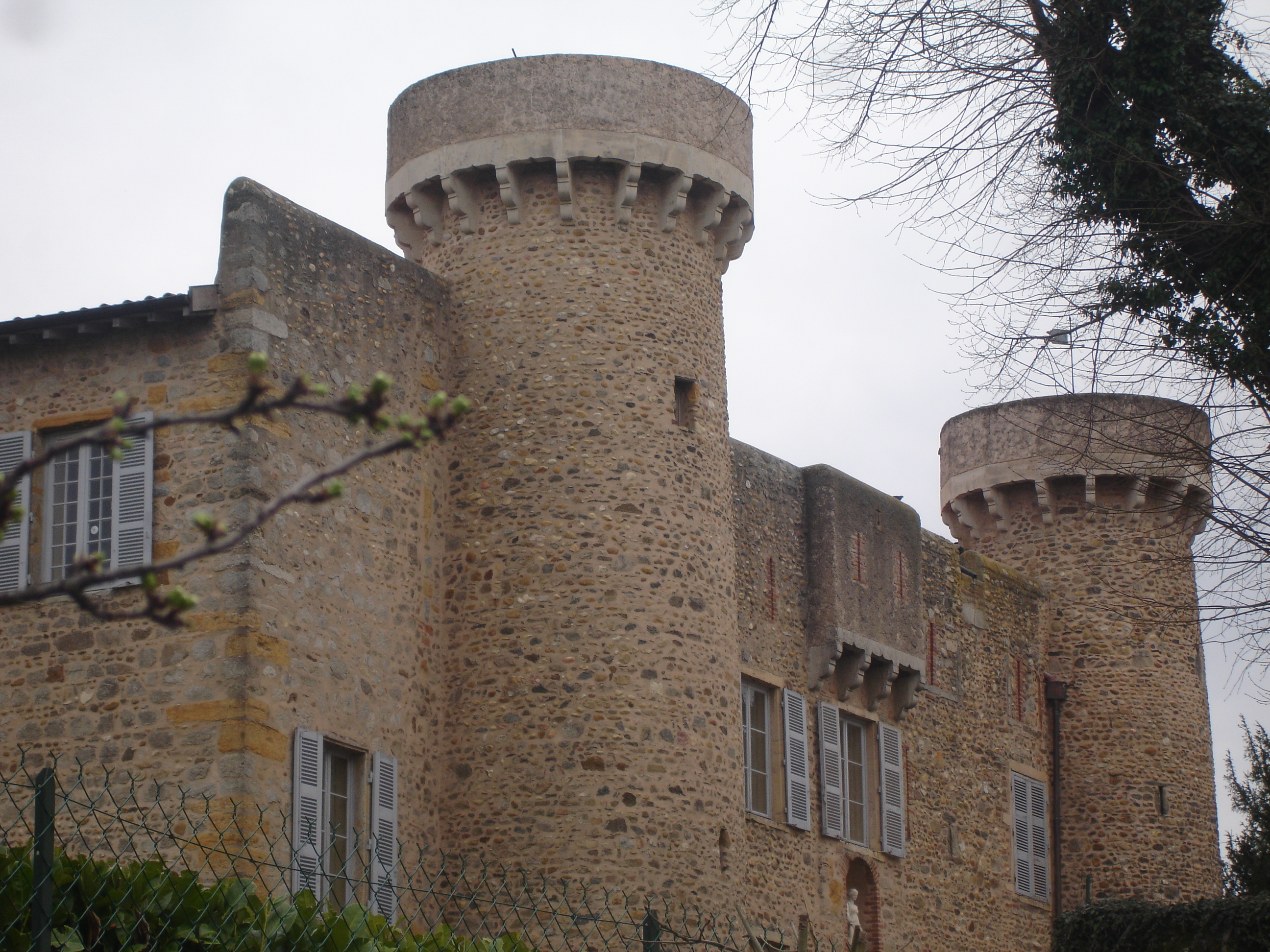
Les tours du château.
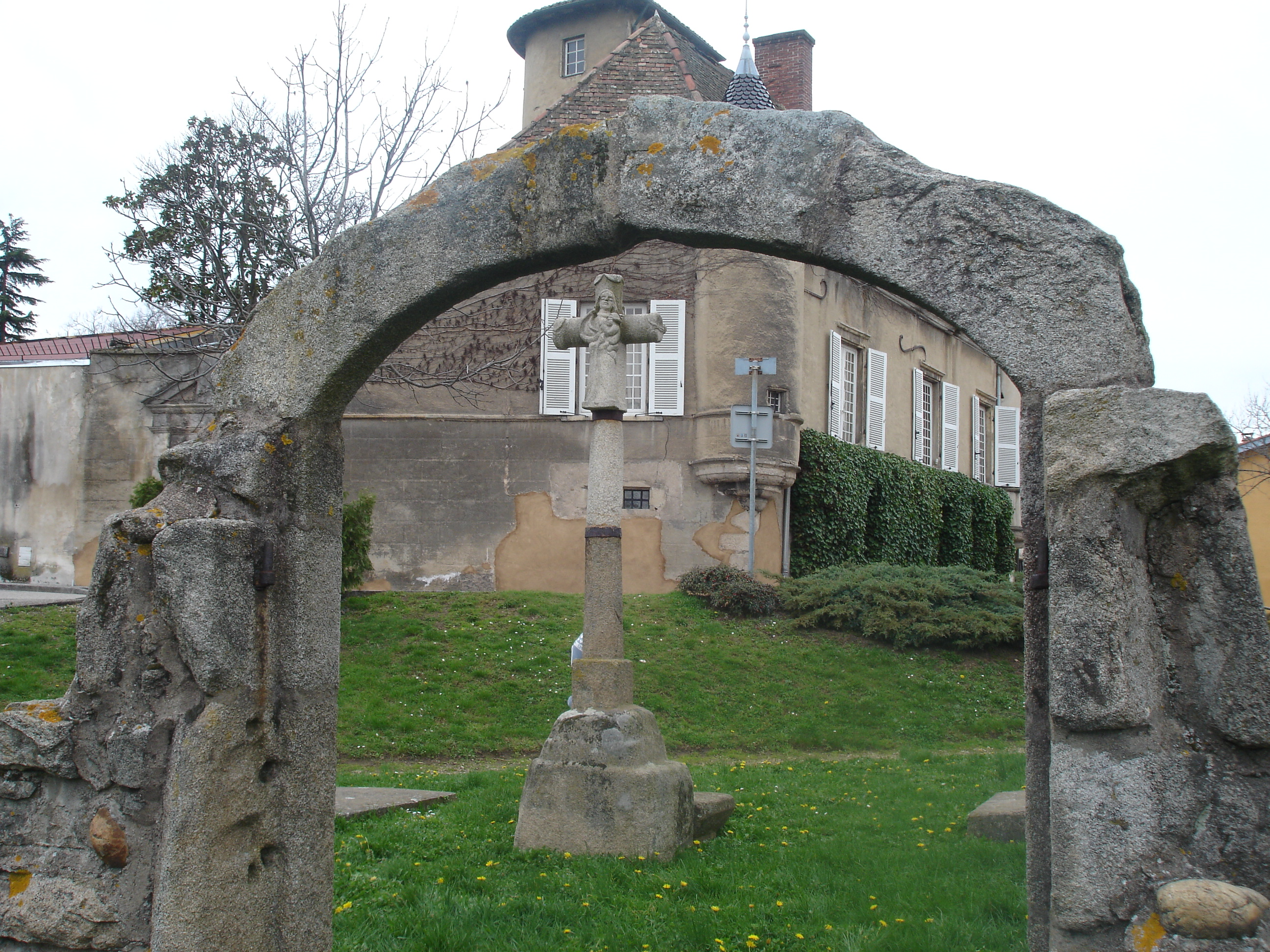
Portique et croix.
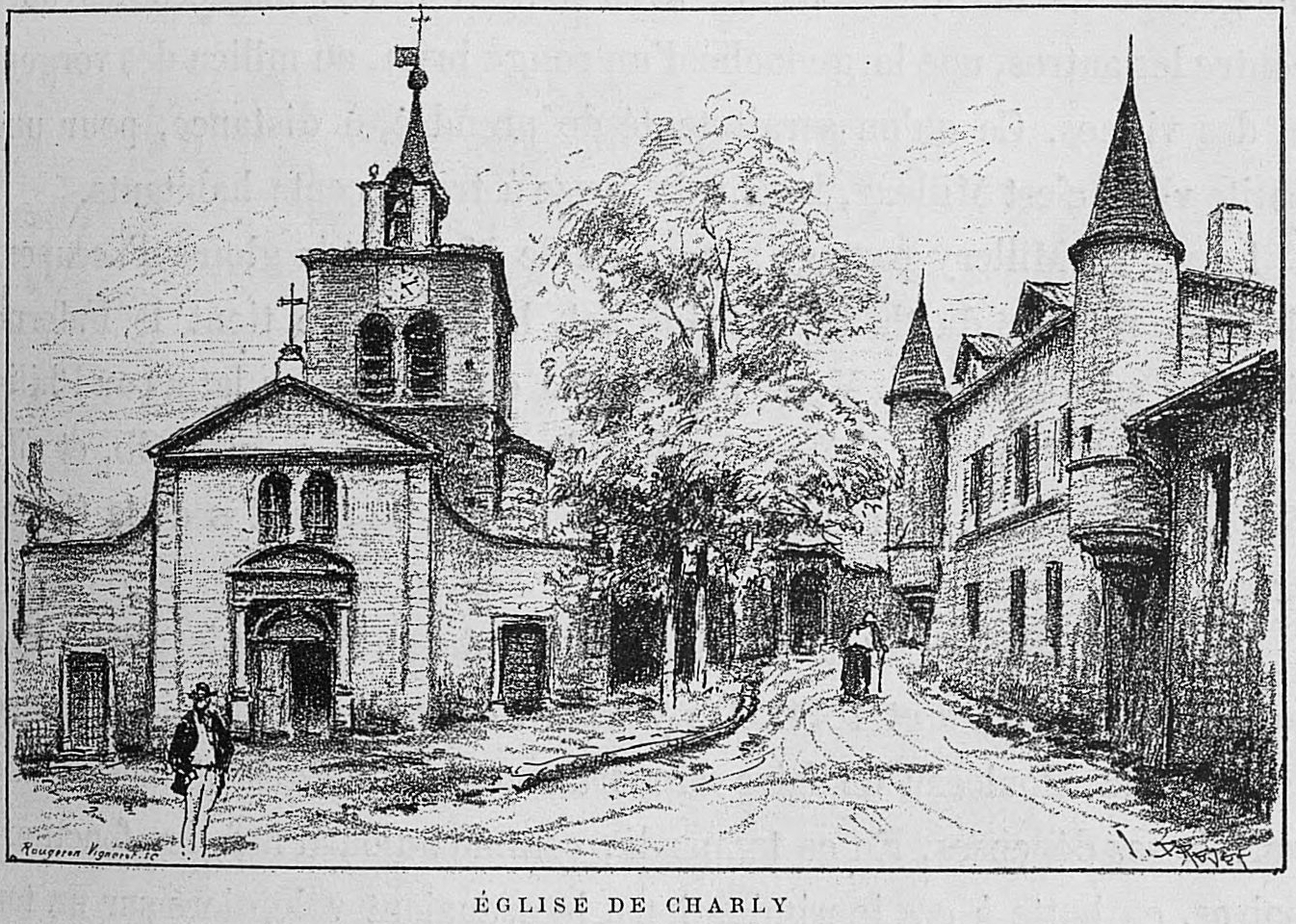
L'église illustré par Joannès Drevet (1854–1940).

### Personnalités liées à la commune
- Antoine Fournier, homme politique né le 30 juin 1754 à Charly (Rhône) et décédé le 21 novembre 1847 au Pré-Saint-Gervais (Seine-Saint-Denis).Autoportrait nu de Frénet à la fin de sa vie

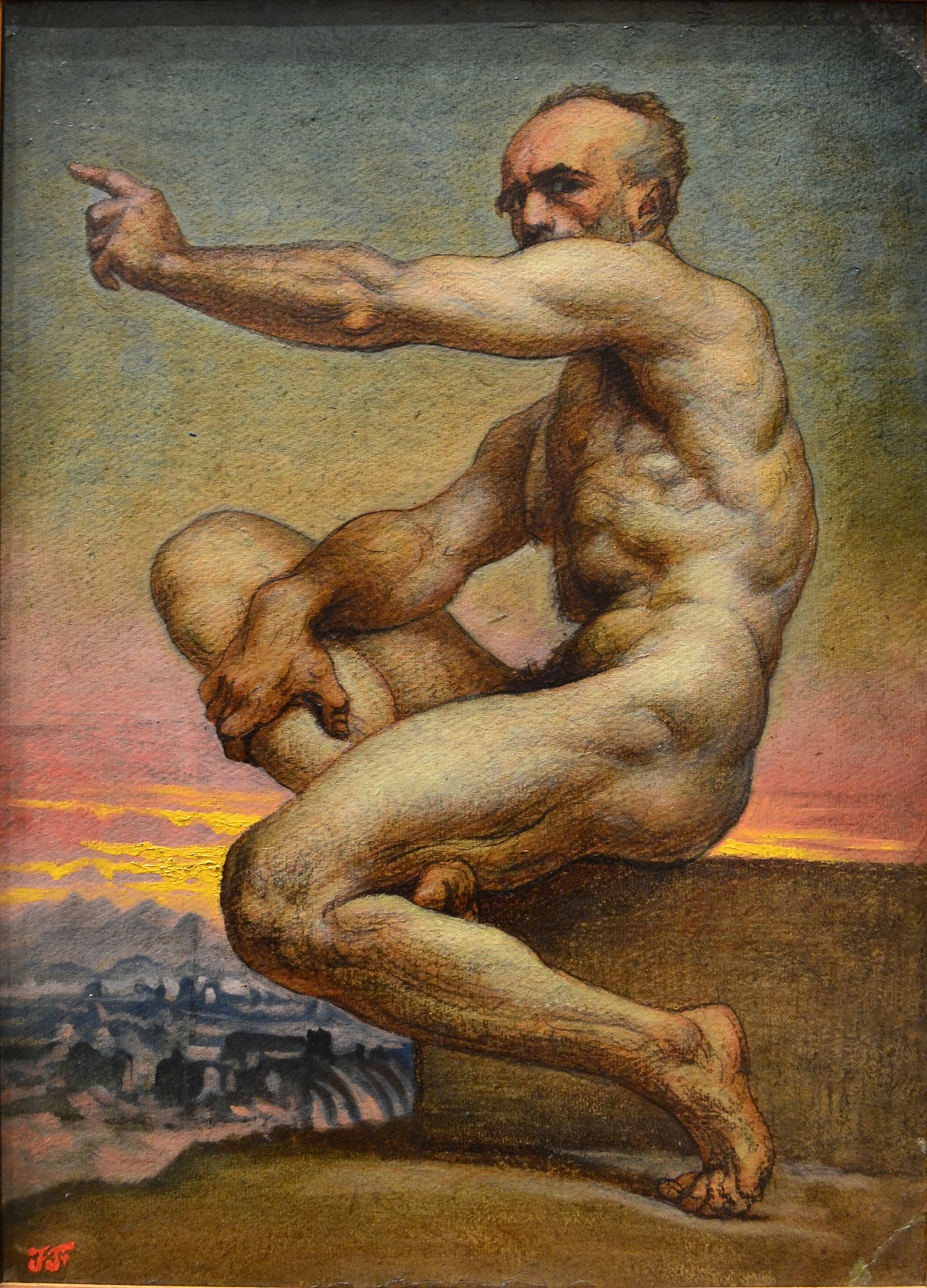
Autoportrait nu de Frénet à la fin de sa vie

- Louis Montheillet[23] (1812-1895), homme politique, né à Ambert, maire de Charly, député du Puy-de-Dôme de 1883 à 1885.
- Jean-Baptiste Frénet (1814-1889), peintre né à Lyon, Frénet est maire de Charly en 1851 et 1852, il réalise quatre fresques dans l'église du XIIIe siècle à cette époque. Il décède à Charly où il avait une maison et y est enterré. Une rue du village porte son nom. Frénet est un élève de Jean-Auguste Ingres et il est l'un des pionniers de la photographie, exposé à Orsay.
- Pierre Laigle, international français de football, conseiller municipal depuis 2020.